# Spotting

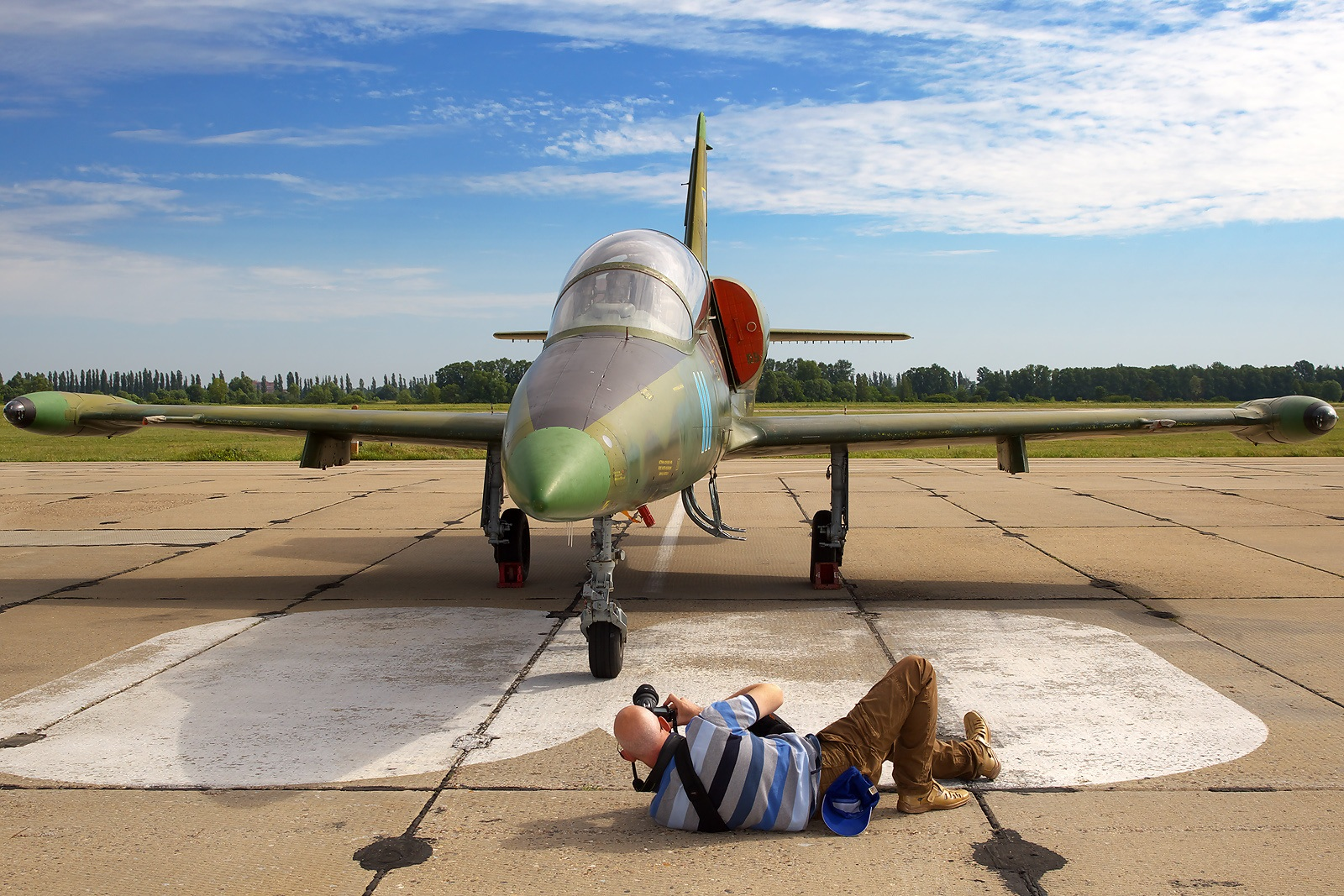
Un spotter tomando una fotografía a un Aero L-39 Albatros.

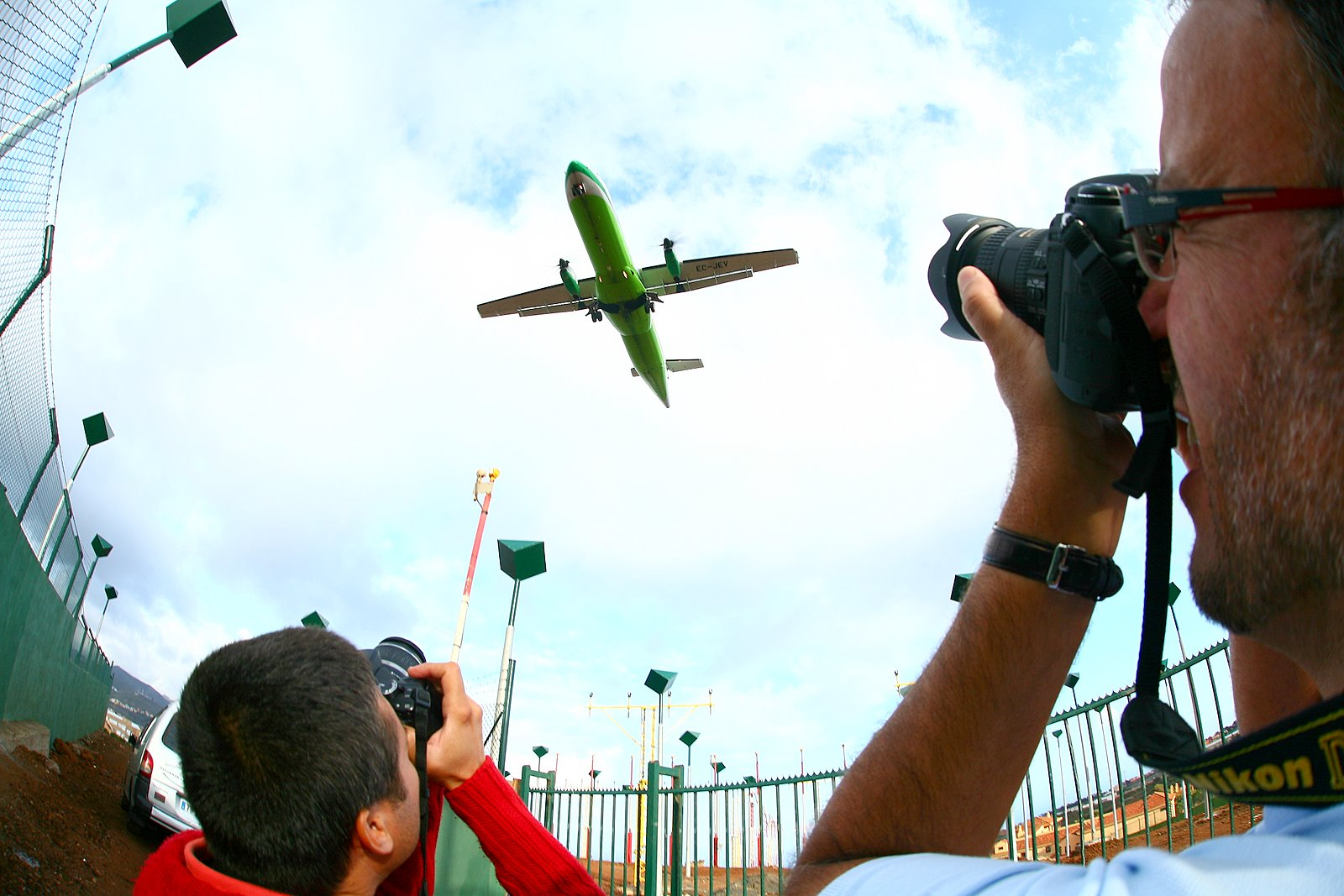
Caza fotográfica de aeronaves en las cercanías de un aeropuerto.

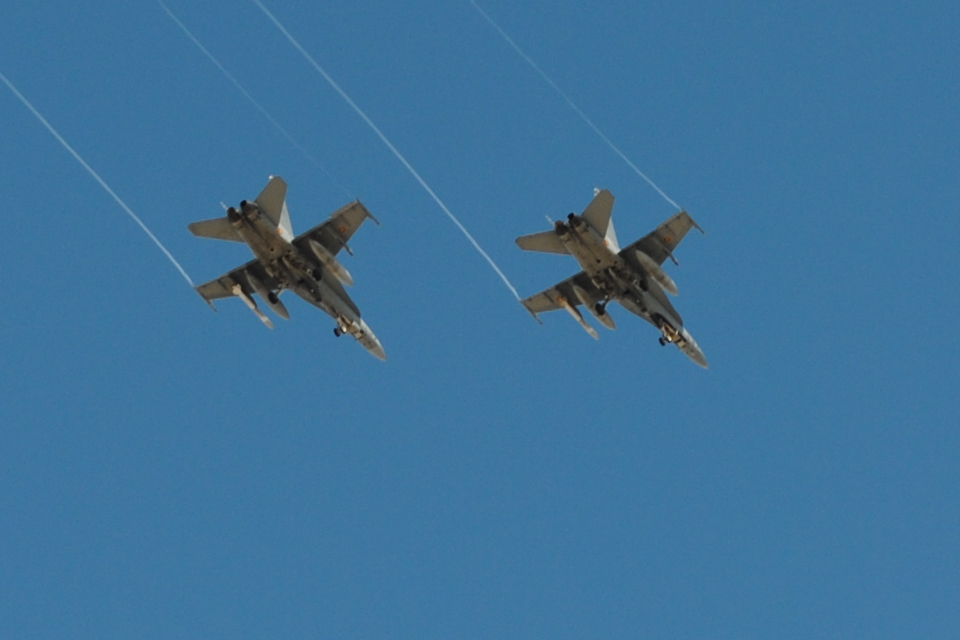
Caza fotográfica de aviones militares en las cercanías al aeropuerto de Zaragoza

El spotting —en español, caza de aeronaves— es la observación y el registro de aviones, barcos, trenes y/o automóviles tanto en modo escrito como fotográfico. Los spotters son las personas que desarrollan esta afición.

## Descripción
Los lugares más frecuentes donde desarrolla su afición son los aeropuertos o zonas próximas a estos. Dentro de su afición cobra más interés la caza de un modelo nuevo de avión, un esquema nuevo de pintura, visitas de compañías poco habituales, una nueva matrícula, etc. 
Algunos spotters mantienen un meticuloso registro de aviones con su matrícula, modelo de avión, compañía, hora de llegada y salida, etc. La mayoría de spotters prefiere la fotografía como forma de documentar; el formato digital ha hecho más fácil y asequible esta afición.
Uno de los fines del spotter es la publicación de sus fotografías en las diferentes webs de spotting, estas fotos una vez enviadas a las webs siguen un proceso de selección mediante la revisión y comprobación, de que todos los datos aportados sean correctos y que la foto cumpla los estándares de calidad y formato requeridos por la web, a la que se ha enviado. Estas fotos son revisadas por los screeners, que de manera totalmente altruista colaboran con las diferentes webs para que la calidad de las fotos admitidas sea máxima.

### Evolución histórica
El identificar los aviones y llevar un registro de los observados, con sus cambios, características y demás eventualidades relacionadas, que es lo que normalmente hace un spotter, puede tener su origen gracias a la creación del Servicio Metropolitano de Observación (Metropolitan Observation Service) en el Reino Unido. El poder e importancia de la aviación como arma de guerra, quedaron de manifiesto durante la Primera Guerra Mundial (1914 -1918). La isla de Gran Bretaña, que por muchos años se sintió segura gracias a la defensa natural que proveían el Canal de la Mancha, el Mar del Norte y el Océano Atlántico, tuvo que cambiar sus estrategias de defensa debido al peligro que representaba la aviación militar enemiga, cuya tecnología permitió que las aeronaves contaran con la autonomía suficiente para dejar la Europa continental y atacar directamente la isla.
El Servicio Metropolitano de Observación fue creado durante la Primera Guerra Mundial con el fin de servir como fuente de alerta para las poblaciones y unidades militares en Gran Bretaña cuando se aproximara un ataque aéreo, de manera que tuvieran tiempo suficiente de protegerse y de organizar la respectiva acción defensiva. La unidad dejó de existir al finalizar la guerra, sin embargo en 1925 se organizó el Cuerpo Real de Observadores (Royal Observers Corps – ROC) que fue creado como una organización civil voluntaria dependiente de la Real Fuerza Aérea Británica (Royal Air Force – RAF). Sus miembros, ubicados en puestos de observación estratégicamente situados en la isla, tenían la misión de detectar e identificar con anticipación cualquier avión que se aproximara a ella.
Con el devenir de la Segunda Guerra Mundial (1939 – 1945), el ROC fue tomando una mayor importancia, hasta el punto de llegar a contar con más de 700 integrantes totalmente entrenados para identificar los distintos tipos de aviones alemanes que se encontraban operando en la contienda. Dicha misión implicaba la habilidad de reconocer fácilmente las diferencias entre uno y otro avión, distinguir sus marcas y números de identificación y llevar un registro permanente de los movimientos observados.
Al mismo tiempo, otros países europeos y miembros de fuerzas de resistencia en naciones ocupadas por el ejército alemán desarrollaron actividades similares, muchas veces de incógnito o infiltrados dentro de las líneas enemigas, recabando información de inteligencia vital para los planes militares de los aliados. Entre ellos se cuentan el Cuerpo de Observadores en Tierra (Ground Observer Corps) de Estados Unidos, el Cuerpo de Identificación de Aeronaves (Aircraft Identity Corps) de Canadá y el Cuerpo Voluntario de Observadores Aéreos (Volunteer Air Observers Corps) de Australia.
Con el fin de las hostilidades en 1945, los observadores entrenados que durante años se dedicaron a identificar las aeronaves y registrar sus movimientos, continuaron con la misma tarea, pero esta vez los fines dejaban de ser bélicos para pasar a ser recreativos. Aun así el ROC continuó operando hasta 1995.
Durante el transcurso de la Guerra Fría, el fin de defensa originalmente trazado para la actividad del spotting continuó de manera importante en Europa con cuerpos organizados de observadores dedicados a identificar aeronaves pertenecientes a los países firmantes del Pacto de Varsovia. Sin embargo, la mejora en la tecnología de detección temprana e inteligencia militar, así como el reconocimiento aéreo y satelital, fueron haciendo que los observadores, o spotters, dedicaran también su tiempo a seguir los movimientos de la aviación ajena al campo militar.
Concursos en los que los spotters de varios países se reunían para probar sus destrezas al identificar aeronaves, fueron organizados entre los cuerpos de observadores de varias naciones. Al mismo tiempo, la afición pasaba de una generación a otra y las décadas de los 60 y 70 fueron el periodo en el que el spotting adquirió más fuerza a nivel mundial.
Los nuevos spotters llegaron a convertirse casi en parte del escenario de casi cualquier aeródromo o aeropuerto y la posibilidad de tomar fotografías e intercambiar diapositivas con otros spotters del mundo, con el fin de canjear información y estar al día de los distintos movimientos de las aerolíneas y aviones alrededor del globo terráqueo, fue tomando cada vez más fuerza, al punto de llegar a contar con organizaciones y eventos especializados en el tema a los que acudían más y más spotters año tras año.
Es así como la posibilidad de viajar por una región, un país o el mundo entero con el fin de observar, registrar y fotografiar los aviones, se convirtió en una actividad común entre varios entusiastas de la aviación.
Paralelamente al desarrollo de la actividad, las publicaciones y medios especializados fueron tomando forma, documentando y publicando las distintas actividades de los spotters, así como las noticias, eventos y demás actividades relacionadas con la aviación.